# 6-та бронетанкова дивізія (США)
6-та бронетанкова дивізія (США) (англ. 6th Armored Division (United States) — військове з'єднання, бронетанкова дивізія армії США. Дивізія брала участь у бойових діях Другої світової війни.

## Історія з'єднання
Дивізія була сформована 15 лютого 1942 року у Форт-Ноксі з «надлишкових» частин реорганізованих 1-ї та 2-ї бронетанкових дивізій, її першим командиром був призначений бригадний генерал Карлос Брюер. 15 березня 1942 року дивізія передислокувалася до Кемп-Чаффі, щоб звільнити місце для інших танкових частин, а потім завершила доукомплектування та бойову підготовку підрозділів. З 25 серпня 1942 року дивізія брала участь у Луїзіанських маневрах VIII корпусу, а 21 вересня 1942 року повернулася до Кемп-Чаффі. Потім 6-та дивізія перемістилася до табору «Янг» в навчальному пустельному центрі 10 жовтня 1942 року і взяла участь у перших Каліфорнійських маневрах.
Пізніше 6-та дивізія продовжила навчання в Кемп-Кук, де була реорганізована, втративши свою «важку» організацію з двох танкових полків і одного бронепіхотного полку на користь «легкої» організації з трьох танкових батальйонів і трьох бронепіхотних батальйонів. Генерал-майор Роберт В. Гроу прийняв командування дивізією в Кемп-Кук, Каліфорнія, в травні 1943 року і командував дивізією протягом війни до 30 липня 1945 року. Потім 6-та дивізія розмістилася в Кемп-Шенкс, штат Нью-Йорк, 3 лютого 1944 року, вийшла з нью-йоркського порту 11 лютого 1944 року і 23 лютого прибула до Англії.
Після продовження підготовки в Англії, 19 липня 1944 року 6-а дивізія висадилась на плацдармі «Юта» в Нормандії як формування другого ешелону і перейшла в наступ як окреме ударне угруповання на півострові Котантен на підтримку Нормандської кампанії.
Наприкінці Нормандської кампанії, 25 липня 1944 року, 6-та дивізія зосередилася в Ле-Мені. Потім підрозділи бронетанкової дивізії пройшли крізь позиції 8-ї піхотної дивізії, щоб очистити висоти біля Ле Бінгард, а бойове командування «А» забезпечило захоплення плацдарму через річку Сьєнну біля Пон-де-ла-Рок 29 липня, а 31 липня 1944 року частини дивізії захопили Гранвіль. 6-та дивізія повернулася в Авранш, де замінила 4-у дивізію і забезпечила безпеку мостів у цьому районі.
В середині серпня 6-та танкова дивізія відійшла до Лор'яна, де у вересні її змінила 94-та піхотна дивізія. 7 серпня — 19 вересня 1944 року частини дивізії брали участь у битві за Брест.
Потім 6-та дивізія повернула на схід і пройшла через Францію, досягнувши Саару в листопаді. Вона перетнула річку Нід 11-12 листопада, попри сильний опір противника, і 6 грудня досягла німецького кордону, де зайняла і утримувала оборонні позиції в районі Саарбрюкена.
23 грудня дивізія отримала наказ на північ від Меца взяти участь у битві на Виступі і зайняла сектор вздовж південного берега річки Зауер. 6-а дивізія брала активну участь у битві за Бастонь, остаточно витіснивши ворога назад через річку Ур в Німеччину до кінця січня 1945 року.
Після короткого періоду відновлення боєздатності дивізія знову перейшла в наступ, прорвала «лінію Зігфріда», перетнула Прюм, 21 березня вийшла до Рейну біля Вормса і закріпилася на західному березі річки. 25 березня підрозділи 6-ї бронетанкової дивізії форсували Рейн в Оппенгаймі, прорвалися до Франкфурта, перетнули Майн, захопили Бад-Наугайм і продовжили просування на схід, а 4-5 квітня оточили і захопили Мюльгаузен. Відбивши легку контратаку, дивізія просунулася вперед на 60 миль, перетнула річку Заале і допомогла звільнити військовополонених союзників у німецькому концтаборі Бухенвальд. Дивізія стрімко просувалася далі, опанувала Лейпциг, 15 квітня 1945 року перетнула річку Цвікау-Мюльде біля Рохліца і зупинилася в очікуванні прибуття Червоної армії. Оборонні позиції вздовж річки Мюльде утримувалися до кінця воєнних дій в Європі.
18 вересня 1945 року дивізія прибула до Кемп-Шенкс, штат Нью-Йорк, де була розформована.
За час ведення бойових дій 6-та бронетанкова дивізія билася на Західному фронті 272 доби. За час жорстоких боїв з'єднання зазнало втрату 4 670 людей: 1 169 військових загинули або померли, 3667 — дістали поранень, 88 — зникло безвісти та 83 потрапили у полон. Серед військовослужбовців дивізії один став кавалером медалі Пошани, 24 — хреста «За видатні заслуги», три — медалі «За видатні заслуги», 23 — ордена Легіон Заслуг, 807 — медалі «Срібна зірка», 24 — Солдатської медалі, 6 406 — медалей «Бронзова зірка», один — Хреста льотних заслуг та 105 — Повітряної медалі. Сама дивізія за участь у кампанії на Західному фронті була відзначена чотирма орденськими стрічками.